# میوه‌ها و سبزی‌ها در قرآن
در کتاب قرآن نام تعدادی از میوه‌ها و سبزی‌ها آمده‌است. عدس، خرما، زیتون، انار، انگور، خیار، سیر، انجیر ، موز ، پیاز ،ترنجبین ، زنجبیل ،کدو از این دسته‌اند. حسن رضا رضایی پژوهشگر قرآنی و استاد حوزه و دانشگاه بر این باور است که ذکر نام میوه ها و سبزیجاتی در قرآن با اهدافی چون خداشناسی، معادشناسی و تعقل و تفکر در قرآن صورت‌گرفته است.

## سوره انعامآیه ۱۴۱
در این آیه به زیتون، انار و خرما اشاره شده‌است. «و اوست کسی که باغ‌هایی با داربست و بدون داربست و خرمابن و کشتزار با میوه‌های گوناگون آن و زیتون و انار شبیه به یکدیگر و غیر شبیه پدید آورد از میوه آن چون ثمر داد بخورید و حق [بینوایان از] آن را روز بهره‌برداری از آن بدهید ولی زیاده‌روی مکنید که او اسرافکاران را دوست ندارد»

## سوره رعدآیه ۴
در این آیه به انگور و خرما اشاره شده‌است. «و در زمین قطعاتی است کنار هم و باغ‌هایی از انگور و کشتزارها و درختان خرما چه از یک ریشه و چه از غیر یک ریشه که با یک آب سیراب می‌گردند و [با این همه] برخی از آن‌ها را در میوه [از حیث مزه و نوع و کیفیت] بر برخی دیگر برتری می‌دهیم بی‌گمان در این [امر نیز] برای مردمی که تعقل می‌کنند دلایل [روشنی] است.»

## سوره نحلآیه ۱۱
در این آیه به زیتون، انگور و خرما اشاره شده‌است. «به وسیله آن کشت و زیتون و درختان خرما و انگور و از هر گونه محصولات [دیگر] برای شما می‌رویاند قطعاً در اینها برای مردمی که اندیشه می‌کنند نشانه‌ای است.»

## سوره سبأآیه ۱۶
در این آیه به درخت گز و درخت سدر اشاره شده است.

## سوره واقعهآیه ۲۹
در این آیه به موز اشاره شده‌است. «و درختهای موز که میوه‌اش خوشه خوشه روی هم چیده‌است.»

## سوره تینآیه ۱
در این آیه به انجیر و زیتون اشاره شده‌است. «سوگند به انجیر و زیتون»

## سوره بقرهآیه ۶۱
در این آیه به خیار، سیر، عدس و پیاز اشاره شده‌است. «و چون گفتید ای موسی هرگز بر یک [نوع] خوراک تاب نیاوریم از خدای خود برای ما بخواه تا از آنچه زمین می‌رویاند از [قبیل] سبزی و خیار و سیر و عدس و پیاز برای ما برویاند [موسی] گفت آیا به جای چیز بهتر خواهان چیز پست‌تر هستید پس به شهر فرود آیید که آنچه را خواسته‌اید…»

## سوره مریمآیه ۲۵
در این آیه به خرما اشاره شده‌است. «و تنه درخت خرما را به طرف خود [بگیر و] بتکان بر تو خرمای تازه می‌ریزد.»

## سایرموارد
قضب – نحل – صدر – بقل – فوم – بصل – عدس – خردل – اتل (گز) – ضریع – عنب- اب (گیاه خودرو) – طلح (درخت موز)- خضر (سبزینه) – الحب – ریحان – سنبله – صنوان – قنوان – قثاء-تین – زیتون – عنب – قضب (خرماو تره)- رمان- یقطین (کدو)- رطب – طلح (موز)